# Bobrowisko (województwo podlaskie)
Bobrowisko – wieś w Polsce położona w województwie podlaskim, w powiecie suwalskim, w gminie Suwałki.
W latach 1975–1998 miejscowość administracyjnie należała do województwa suwalskiego.
Bobrowisko jest to jedyna wieś w Polsce nosząca taka nazwę. Położona jest w pobliżu drogi Suwałki - Kaletnik - Puńsk. Oddalona jest o ok. 15 km od miasta Suwałki. 
Wieś znajduje się w otulinie Wigierskiego Parku Narodowego. Jej nazwa wywodzi się od zwierząt zamieszkujących licznie tereny wsi. Przez wieś przepływa rzeka Kaletnik, która swój bieg kończy w jeziorze Królówek, łączącym się z jeziorem Wigry. Rzeka ta jest również ostoją bobra i można na niej spotkać liczne tamy. 
Malowniczy teren obfitujący w lasy iglaste i mieszane oraz mokradła jest siedliskiem dla zwierząt i ptactwa. Można tu spotkać bociany czarne, czaple i żurawie oraz bory, dziki, sarny i łosie. W odległości ok. 0,5 km znajduje się jezioro Kaletnik. Ponadto w okolicy znajdują się jeziora Wigry, Pierty, Jegliniec, Gremzdy, Grauże, Boksze i Sejwy. 
14 km na południe od wsi znajduje się Klasztor Kamedułów w Wigrach, w którym przebywał podczas pielgrzymki do Polski papież Jan Paweł II.